# Polycyrtus caudatus
Polycyrtus caudatus är en stekelart som beskrevs av Szepligeti 1916. Polycyrtus caudatus ingår i släktet Polycyrtus och familjen brokparasitsteklar. Utöver nominatformen finns också underarten P. c. clypealis.